# Dorpskerk Zandvoort

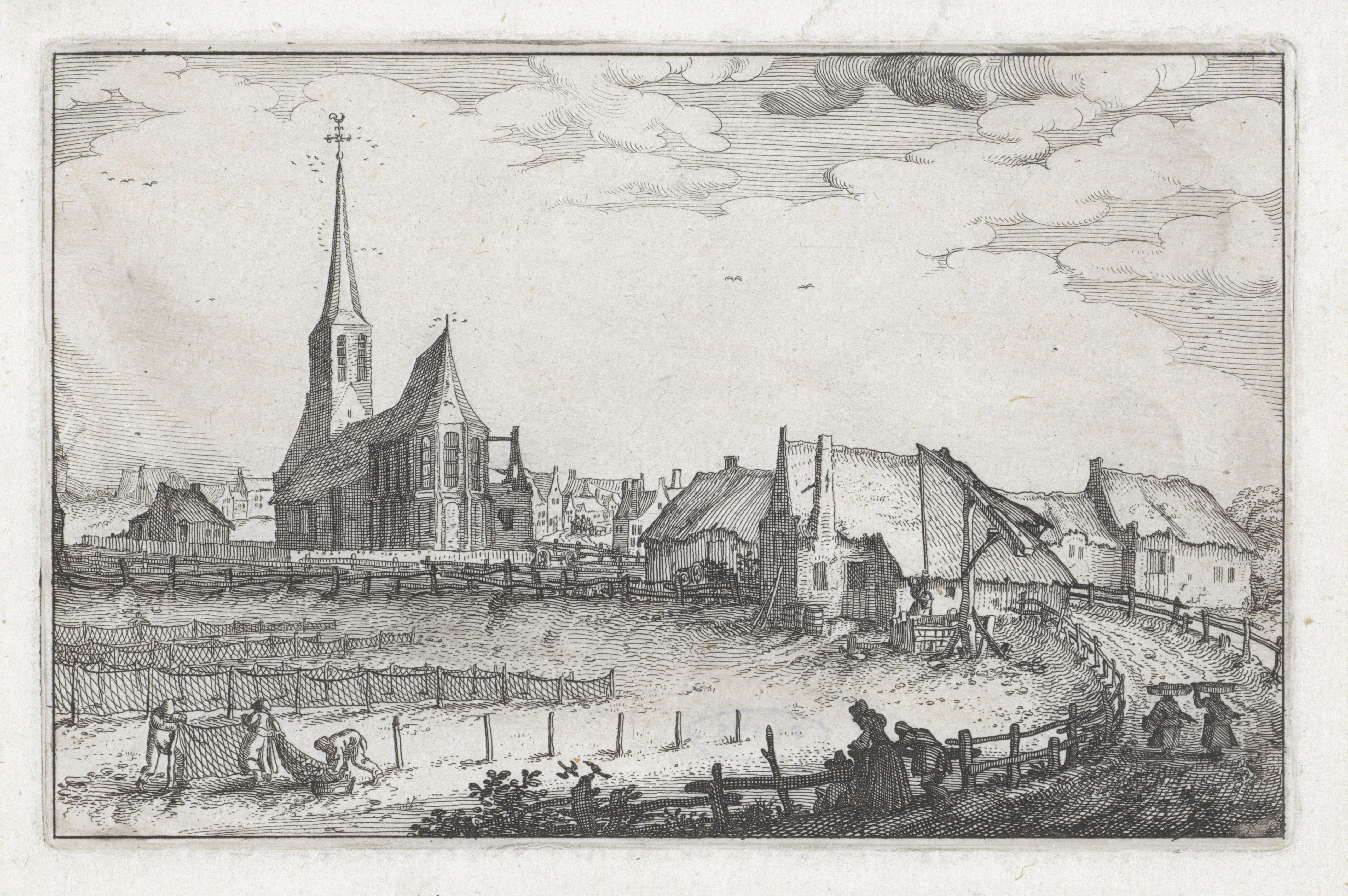
De toren met de voorganger van de kerk omstreeks 1612

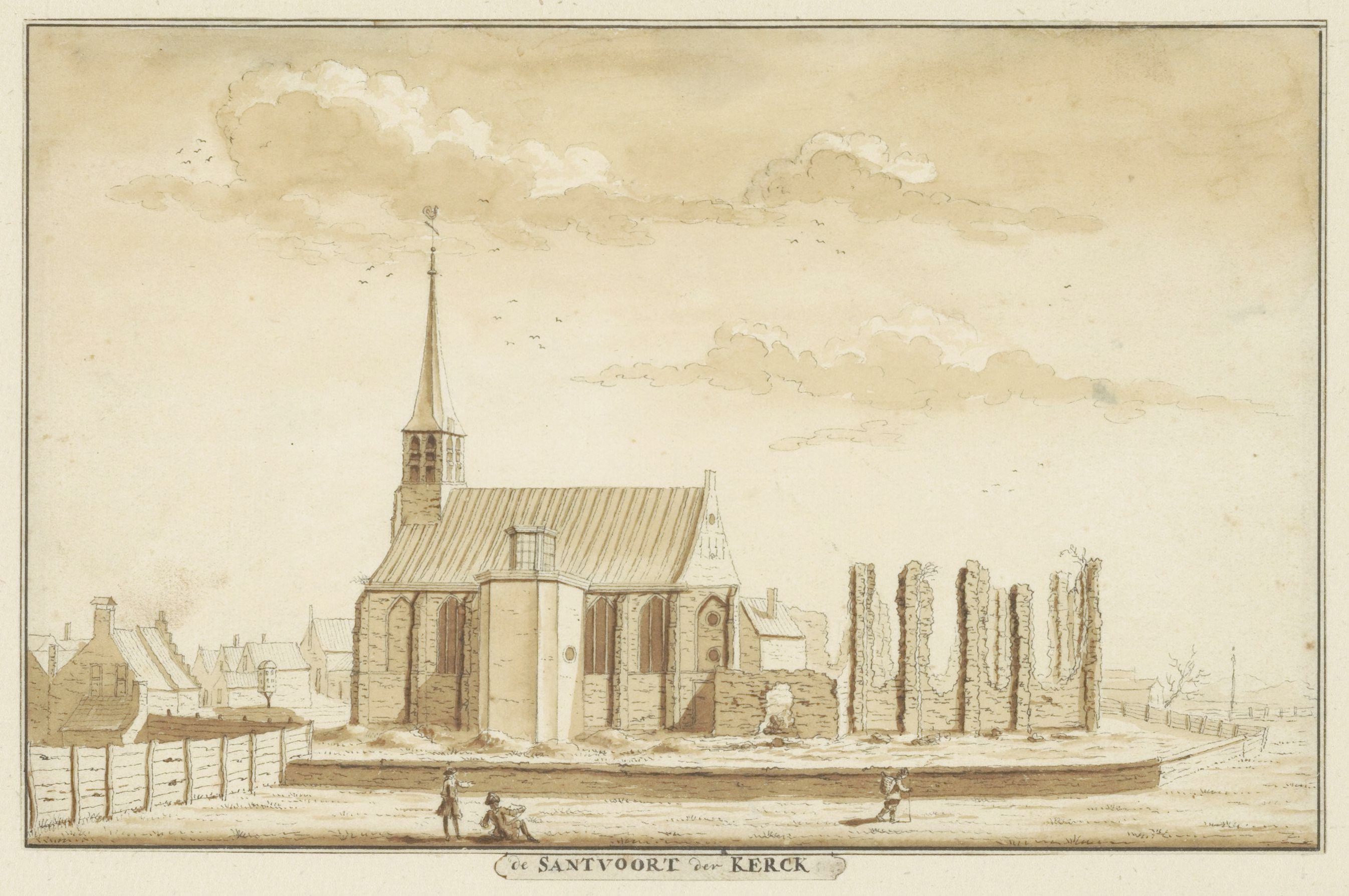
De kerk omstreeks 1730

De Dorpskerk Zandvoort, eerder Nederlands Hervormde kerk van Zandvoort, is een kerkgebouw in de Nederlandse plaats Zandvoort. De kerk is gelegen aan het Kerkplein en wordt gebruikt door de plaatselijke PKN-gemeente. Het gebouw is eigendom van de kerkelijke gemeente, de toren valt onder de gemeente Zandvoort.

## Geschiedenis
De middeleeuwse kerk was opgedragen aan Agatha en Adrianus. Tijdens de reformatie ging de katholieke kerk over in handen van de protestanten, en in 1586 werd de eerste predikant aangesteld. Tijdens de Tachtigjarige Oorlog werd het koor ernstig beschadigd, waardoor in 1618 de kerk en de toren hersteld moesten worden.
Begin 18e eeuw werd de kerk op kosten van Paulus Loot, ambachtsheer van Zandvoort, gerestaureerd. Hij liet toen ook de grafkapel bouwen voor zijn familie. In 1848-1849 werd een nieuw kerkgebouw opgetrokken, waarbij de oude toren deels werd ingebouwd.
Tijdens de Tweede Wereldoorlog moest een deel van de bevolking noodgedwongen Zandvoort verlaten. Het aantal kerkgangers was daardoor afgenomen. Omdat het ook steeds moeilijker werd om de kerk nog te verwarmen, werden de diensten jarenlang in de consistorie gehouden. De Duitse bezetter had de toren van een springlading voorzien, zodat deze opgeblazen kon worden als dat uit militair oogpunt nodig was. De kerkklok werd door de bezetter uit de toren gehaald, maar de klok is niet omgesmolten en werd de na oorlog teruggevonden in de buurt van Barneveld.

## Beschrijving
Het huidige kerkgebouw is een zaalkerk die dateert uit 1848-1849 en is gebouwd ter vervanging van de grotere middeleeuwse voorganger. De dwarsvleugels zijn in 1890 toegevoegd. In kerk bevindt zich een familiegrafkapel uit 1728, gebouwd in opdracht van Paulus Loot. Ook zijn er in de kerk nog diverse graven uit de 17e en 18e eeuw aanwezig.
Van de middeleeuwse kerk resteert nog de in oorsprong 15-eeuwse toren. In 1618 is de toren herbouwd. Bij de restauratie van 1955 is de pleisterlaag verwijderd. In de toren hangt een klok uit 1493, vermoedelijk gegoten door Geert van Wou.
Het kerkorgel is in 1849 gebouwd door de firma Knipscheer. De orgelgalerij is in 1905 voorzien van een uitbreiding die wordt ondersteund door vier houten zuilen, gemaakt uit de masten van het bij Zandvoort vergane schip SS Alba.

## Gebruik
De kerk wordt op zondagen gebruikt voor kerkdiensten. Daarnaast wordt de kerk verhuurd voor concerten en andere bijeenkomsten.

## Begraafplaats
In de kerktuin lagen mensen begraven op de kerkbegraafplaats, deze graven zijn in 1957 geruimd.  De grafstenen staan er nog en zijn te bezoeken. Ook in de tuin voor de kerk, gelegen aan het kerkplein lag een graf dat is geruimd. 